# Апел српском народу
Апел српском народу је документ објављен у листу „Ново време“ 13. августа 1941. године у коме је јавно осуђен комунистички устанак у окупираној Србији и народ позван на поштовање окупаторског реда и мира. Аутор Апела био је Велибор Јонић, комесар просвете у Комесарској управи Милана Аћимовића.

## Настанак
Идеју за писање Апела дали су Немци, у окупираној Србији, одмах по избијању устанка, крајем јула 1941. године. Они су на тај начин покушавали да у јавности створе утисак како је српска интелигенција против устанка. Текст Апела написало је Комесаријат просвете у Комесарској управи, на челу са Велибором Јонићем и његовим замеником Владимиром Велмар-Јанковићем. У Апелу се српски народ позивао да се „свим снагама залаже за ред и мир, јер се само на тај начин може успешно остварити национална обнова отаџбине“.

## Потписивање списка
Заједно са Апелом био је направљен и списак људи - научних, културних, политичких и јавних личности, који би требало да га потпишу. Тај списак је био предат полицији и Драгом Јовановићу, управнику града Београда. Он је поједине са списка позивао у зграду Општине и тамо им објашњавао ратну ситуацију, последице немира, говорио о репресалијама које ће задесити Србе ако они не пруже помоћ и др. Они који после овог убеђивања нису желели да потпишу, били су изложени психолошком притиску, страху од последица и директној принуди.
Апел је потписало укупно 533 особа, које би се могле сврстати у три категорије. Прву категорију су представљали сарадници окупатора, као нпр: Милан Аћимовић, Танасије Динић, Велибор Јонић, Илија Паранос и др. Другу категорију су представљали, још пре рата познати пронемачки и профашистички оријентисани политичари, као нпр: Александар Цинцар-Марковић, Димитрије Љотић и др. Трећу категорију су представљали угледни научни и јавни радници, као нпр: Александар Белић, председник Српске краљевске академије наука, књижевник Вељко Петровић, Милан Кашанин, Илија Пржић, професор Правног факултета у Београду, више епископа Српске православне цркве и др. 
Упркос свим притисцима, многе јавне личности су одбиле да потпишу Апел, а најпознатији међу њима су били — Иво Андрић, Милош Ђурић, Исидора Секулић, Миливоје Костић, Војислав Радовановић, Сретен Стојановић и др. Остала је и позната епизода са професором Милошем Ђурићем, који је на наговор Милоја Милојевића, угледног професора и композитора да потпише Апел, одговорио речима: Лако је теби, ти у дипле свираш, али ја предајем етику! Професор Ђурић је убрзо потом пензионисан, а касније је био и заточен у Бањичком логору. Неки потписници Апела, као што су Александар Белић, Михаило Илић, Виктор Новак, Вељко Петровић, Јован Ердељановић и Иван Ђаја, који су касније изразили резервисаност према „новој Србији“ или Немачкој, су новембра 1941. ухапшени и заточени неколико месеци у логору Бањица.

## Списак потписника
На списку потписника који је одштампан испод текста „Апела српском народу“ се између осталих налазе имена следећих особа:
- епископ нишки др Јован
- епископ зворничко-тузлански Нектарије
- епископ будимљански Валеријан
- др Коста Кумануди, бивши председник Народне скупштине
- др Мирослав Спалајковић, посланик у пензији
- Александар Цинцар-Марковић, бивши министар иностраних послова
- Јосиф Костић, сенатор и армијски генерал у пензији
- Петар В. Косић, армијски генерал
- др Велизар Јанковић, министар у пензији
- Драгутин Пећић, бивши министар
- Александар Мијовић, бивши министар
- Милан Аћимовић, бивши министар
- др Светислав Поповић, бивши министар
- Душан Летица, бивши министар
- Димитрије Љотић, бивши министар
- Риста Јојић, бивши министар
- др Лазар Марковић, бивши министар
- Живојин Рафајловић, бивши министар и бан
- Ђура Јанковић, бивши министар
- Спасоје Пилетић, бивши министар
- Панта Јовановић, бивши министар
- Војислав Ђорђевић, бивши министар
- Васа Јовановић, бивши министар
- Душан Пантић, бивши министар
- Угрин Јоксимовић, бивши сенатор
- др Јован Радонић, сенатор и члан Српске краљевске академије наука
- Момчило Јанковић, адвокат и бивши народни посланик
- Таса Динић, пуковник и бивши народни посланик
- Ђура Котур, бивши сенатор
- Милан Јовановић Стојимировић, бивши народни посланик
- Драгомир Стојадиновић, бивши народни посланик
- др Александар Белић, председник Српске краљевске академије наука
- инж Петар Мицић, ректор Универзитета
- Русомир Јанковић, председник Касационог суда
- др Милан Радосављевић, гувернер Народне банке
- Тома Росандић, вајар и ректор Уметничке ликовне академије
- др Александар Јовановић, ректор Економско-комерцијалне школе
- Петар Коњовић, ректор Музичке академије
- др Милосав Стојадиновић, потпредседник Београдске општине
- др Јован Мијушковић, потпредседник Лекарске коморе
- Влада Илић, председник Индустријске коморе
- Вељко Петровић, књижевник и члан Српске краљевске академије наука
- Ђока Јовановић, вајар и члан Српске краљевске академије наука
- др Лаза Станојевић, професор Универзитета
- Велибор Јонић, професор
- др Михаило Илић, професор Универзитета
- др Љубомир Дуканац, професор Универзитета
- др Милош Московљевић, професор Више педагошке школе
- др Милан Кашанин, књижевник и директор музеја
- др. Светислав Стефановић, лекар и књижевник
- инж Милосав Васиљевић,
- др Коста Луковић, књижевник и новинар
- Јован Тановић, новинар и председник издавачког предузећа „Политика“
- Јован Томић, професор Универзитета
- Владимир Велмар-Јанковић, књижевник
- Ђорђе Перић, новинар
- Сима Пандуровић, књижевник
- Ратко Парежанин, новинар
- др Виктор Новак, професор Универзитета
- др Милан Будимир, професор Универзитета
- Стеван Станковић, секретар Академије ликовне уметности
- Момир Вељковић, управник Народног позоришта
- др Милош Тривунац, декан и професор Универзитета
- др Радивој Кашанин, професор Универзитета
- др Јован Ђорђевић, професор Универзитета
- др Јован Ердељановић, професор Универзитета и члан Српске краљевске академије наука
- др Милутин Миланковић, професор Универзитета и члан Српске краљевске академије наука
- др Тома Живановић, професор Универзитета
- др Миодраг Ибровац, професор Универзитета
- Владета Драгутиновић, глумац Народног позоришта
- Никола Цвејић, оперски певач
- др Милан Влајинац, професор Универзитета
- др Војислав Мишковић, професор Универзитета
- др Иван Ђаја, професор Универзитета у Београду
- др Фехим Бајрактаревић, професор Универзитета
- др Јован Ловчевић, професор Универзитета
- др Душан Глумац, професор Универзитета у Београду
- др Милоје Милојевић, професор Музичке академије
- др Душан Борић, професор Универзитета
- др Јован Туцаковић, професор Универзитета
- др Илија Ђуричић, професор Универзитета
- др Радослав Грујић, професор Универзитета
- др Растислав Марић, професор Универзитета
- др Слободан Суботић, адвокат